# Brick Mansions
Brick Mansions —en España La Fortaleza— es una película del 2014 protagonizada por Paul Walker, David Belle y RZA. La película fue dirigida por Camille Delamarre y escrita por Luc Besson. Es una nueva versión de la película francesa del 2004 Distrito 13, en la cual Belle protagonizó también.
La película fue estrenada el 25 de abril de 2014, cinco meses después de la muerte de Walker el 30 de noviembre de 2013, y tiene una dedicatoria a él en el comienzo de la película. Esta es la última película completa de Walker antes de su muerte pero no es la última en la que aparece. En el momento de su muerte, estaba filmando Furious 7 la cual se estrenó en abril de 2015. Walker repite una vez más su papel como agente federal.

## Elenco
- Paul Walker como Damien Collier.
- David Belle como Lino Duppre.
- RZA como Tremaine Alexander.
- Catalina Denis como Lola.
- Carlo Rota como George the Greek.
- Kwasi Songui como Big Cecil.
- Ayisha Issa como Rayzah.
- Richard Zeman como Reno.

## Producción
El rodaje comenzó el 30 de abril de 2013 y la película fue estrenada en el 2014 por EuropaCorp. Relativity Media distribuyó la película. Seguido a la muerte de Walker, el estreno estaba calculado para América del Norte en febrero y en Francia para abril. El 6 de febrero de 2014, Relativity y EuropaCorp anunciaron cambiar la fecha al 25 de abril de 2014.
Fue estrenada en plataformas para televisión el 24 de octubre del 2015.

## Recepción
La película tuvo críticas negativas. En Rotten Tomatoes tiene un 26% basado en 88 críticas. En Metacritic tiene un 40/100.